# イサクの犠牲 (カラヴァッジョ)
『イサクの犠牲』（イサクのぎせい、伊: Sacrificio di Isacco、英: The Sacrifice of Isaac）は、17世紀イタリア・バロック期の巨匠ミケランジェロ・メリージ・ダ・カラヴァッジョが1603年ごろ、キャンバス上に油彩で制作した絵画である。『旧約聖書』中の「創世記」(17章-18章15,21-22節) にあるアブラハムの逸話「イサクの燔祭」を主題としている。後に教皇となったマッフェオ・バルベリーニ枢機卿により委嘱されたが、主題は間違いなく枢機卿から指示されたものである。1917年にジョン・フェアファックス・マーレイ (John Fairfax Murray) によりフィレンツェのウフィツィ美術館に寄贈され、以来、同美術館に所蔵されている。

## 主題
「創世記」によると、イスラエル人の偉大なる始祖アブラハムが99歳の時、神が現れ、翌年、彼と妻サラに息子が生まれると告げた。はたして、翌年アブラハムには息子が生まれ、彼は神の命に従い、イサクと名づけた。それから数年後、神はアブラハムに「イサクを犠牲として私に捧げよ」と命じた。アブラハムの悲しみと葛藤は想像を絶するものであったが、彼は神に従い、翌朝にはイサクを連れ、モリヤの山に向かう。
山頂に着いたアブラハムは祭壇を築き、薪を並べると愛する息子を縛り上げた。そして、アブラハムがイサクを殺そうと刀を振り上げた時、天使がやってきて、代わりに雄羊を犠牲にするよう告げ、彼を制した。神はアブラハムの信仰を試したのであり、その信仰の深さが十分に確認できたからである。神はアブラハムとイサクが繁栄することを言明し、祝福した

## 作品

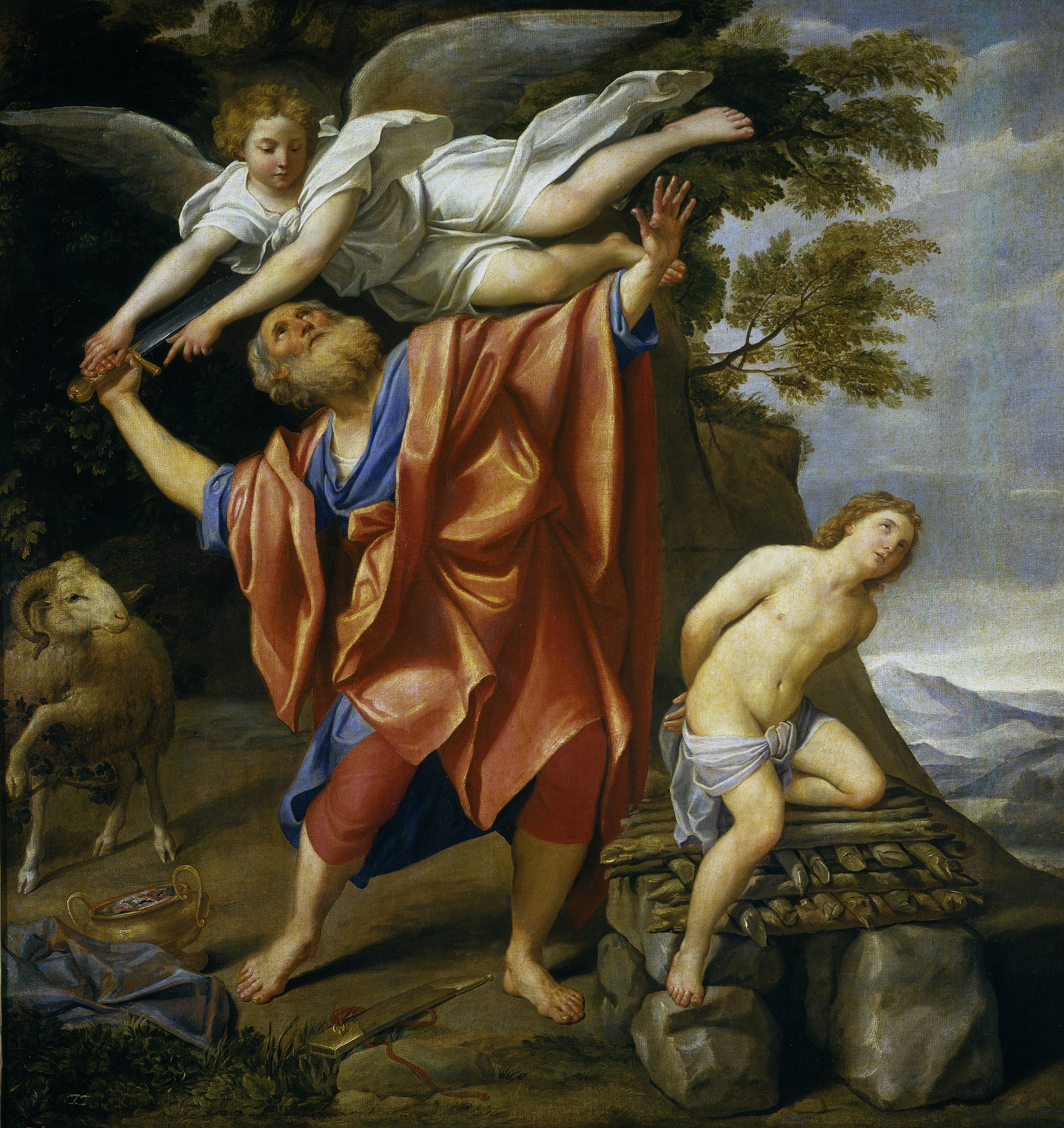
ドメニキーノ『イサクの犠牲』(1627-1628年)、プラド美術館、マドリード

数々の画家がこの主題を描いているが、本作ほど迫力と緊迫感に満ちている作品はないと評価する見方は多い。今まさに父アブラハムに殺されようとしているイサクは驚きと恐怖に叫びを上げ、助けを求めるかのように視線を鑑賞者のほうに向けている。本作では、「手のドラマ」によって物語が演出されている。イサクを押さえつけるアブラハムの手とナイフを持つ手、そのアブラハムの手を強く握って抑える天使の手と羊を指し示す手によって出来事が語られているのである。聖書にはイサクが父の行動に抵抗を示す記述は見られないが、カラヴァッジョはあえてそれを無視し、リアリズムを追求することで物語をより劇的に追及している。また、激しい動きの一瞬を切り取るストップモーションのような手法は、カラヴァッジョの得意とするものである。

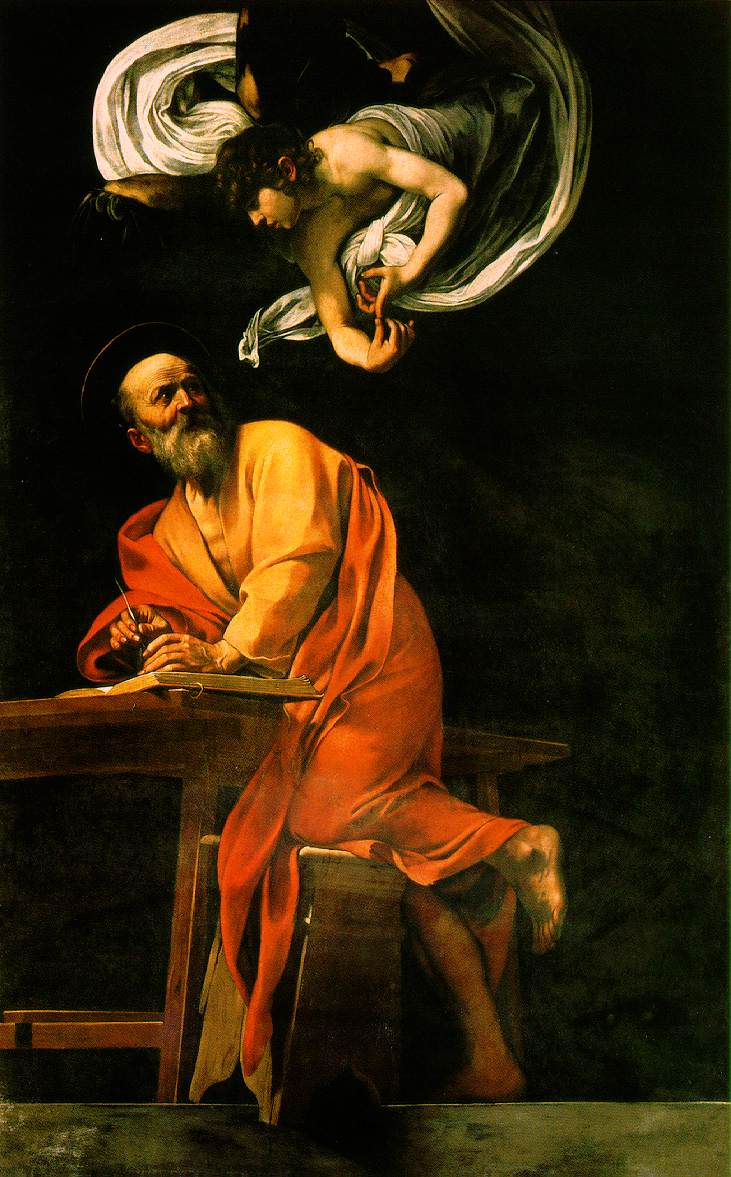
カラヴァッジョ『聖マタイと天使』(1593-1594年)、サン・ルイージ・デイ・フランチェージ教会、ローマ

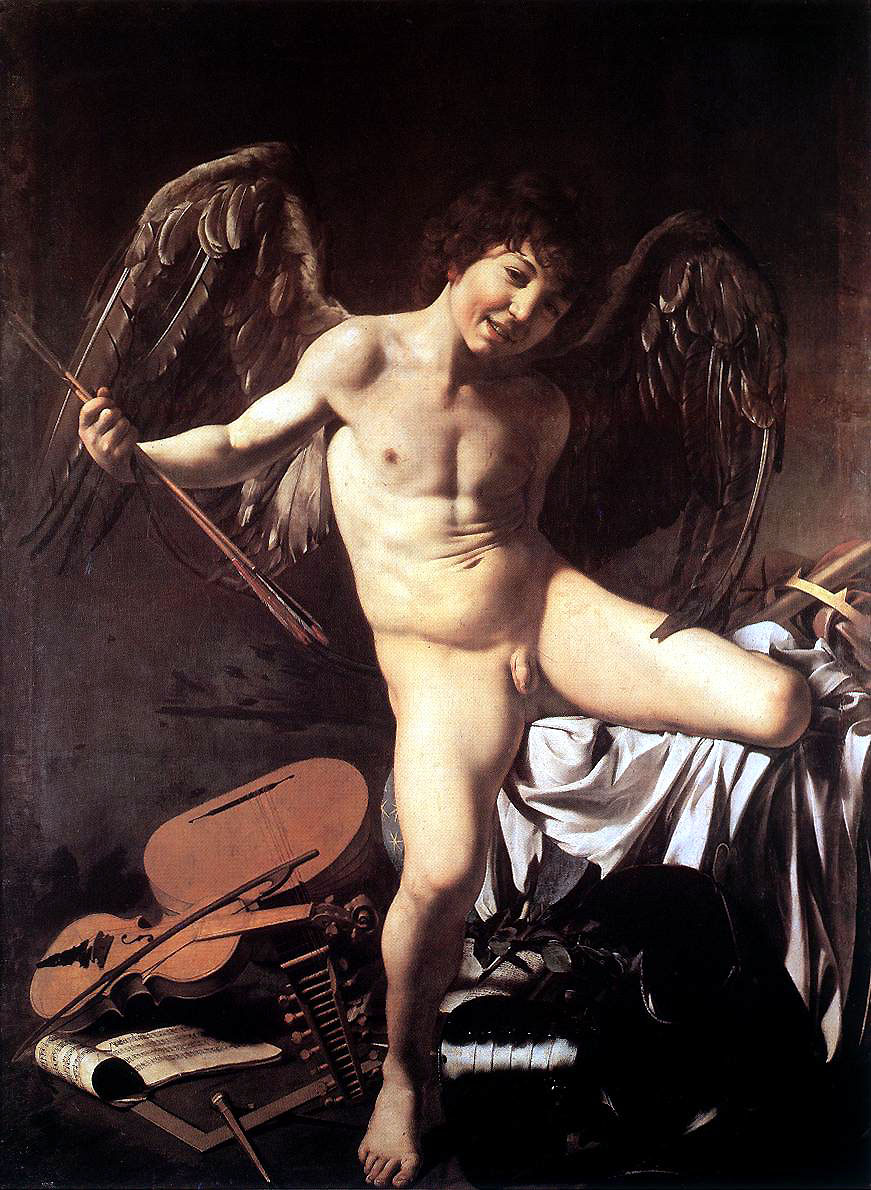
カラヴァッジョ『愛の勝利』(1595年ごろ)、絵画館 (ベルリン)

この主題の絵画では、一般的に天使が空から下降する姿で描かれる。しかし、本作の天使はアブラハムの隣に同じ高さの目線で配され、人間のように表現されている (ただ背についた翼が天使であることを表している)。アブラハムの姿は粗野な農民のようであり、『聖マタイと天使』 (サン・ルイジ・デイ・フランチェージ教会、ローマ) の聖マタイと顔も服装も似ている。また、イサクは『愛の勝利』 (ベルリン絵画館) のキューピッドなどと同じモデルであると思われる。近年、モデルの少年は、カラヴァッジョの助手のようなことをしていたフランチェスコ・ボネーリ (Francesco Boneri)、通称チェッコ・デル・カラヴァッジョであろうと考えられている。カラヴァッジョの唯一の弟子であったかもしれないこの少年は、後に優れたカラヴァッジョ風の画家となった。
背景には、ローマ周辺の田園地帯を彷彿とさせる広大な丘のある風景が広がり、家々が散在している。空の色と光の描写から判断すると、時刻は夕暮れ前 (または明け方) と思われる。カラヴァッジョにはまれな風景描写であるが、批評家たちはこの風景に彼がロンバルディアとヴェネトで積んだ修業の反映を見出している。実際、この景色はヴェネツィア的とも、ジローラモ・サヴォルド風ともいわれる。
かつて、この作品は象徴的な解釈の対象であった。それによれば、丘の上の建物は洗礼堂のある教会であり、将来のカトリック教会の誕生を示唆する。また、風景に拡散する光は神の恩寵を象徴する。かくして、若いイサクの犠牲は来たるイエス・キリストの犠牲を予兆する。